# Gonzalo Arnáiz Vellando
Gonzalo Arnáiz Vellando (Madrid, 28 d'agost de 1916 - 17 de juliol de 1990) fou un economista espanyol, acadèmic de la Reial Acadèmia de Ciències Morals i Polítiques.

## Biografia
Era fill d'un coronel del cos d'enginyers assassinat el desembre de 1936. Estudià el batxillerat en els jesuïtes i ciències exactes a la Universitat Central de Madrid. En esclatar la guerra civil espanyola el seu pare fou assassinat i ell mateix fou tancat a la presó de San Antón fins a febrer de 1937. Després d'aixoplugar-se un temps a l'ambaixada de Xile és reclutat a una brigada de Valentín González El Campesino i participa en la batalla de Brunete. Degut als antecedents familiars hagué d'amagar-se un altre cop a l'ambaixada de Xile fins al final de la guerra.
El 1939 es reincorpora a la Universitat i acabà la carrera de ciències exactes, però aleshores es va interessar per l'economia; el 1947 va participar en el seminari d'estadística per economistes del professor Enrique Cansado i s'encaminà cap a l'econometria. En 1952 es va llicenciar en ciències econòmiques. va traduir amb altres Análisis de la demanda. Un estudio de econometría de Hermad Wold. En març de 1953 és designat professor adjunt numerari d'Estadística i Mètodes Estadístics de la Facultat de Ciències Polítiques i Econòmiques, i poc després catedràtic d'Estadística Teòrica. Després fou professor d'Estadística General de l'Escola d'Estadística de la Universitat de Madrid, de la que en serà secretari de 1953 a 1970. Simultàniament va rebre una beca per estudiar programació lineal a Torí.
El 1955 va ingressar en el cos facultatiu de l'Institut Nacional d'Estadística. El 1956 es doctorà amb la tesi Propensión al consumo i en 1959 treballà com a assessor en el Plan de desarrollo. El 1958 fou nomenat catedràtic d'estadística de la Universitat de Madrid i en 1960 es va incorporar al departament d'Econometria de l'escola d'Economia de Rotterdam, on treballa amb Henri Theil. En 1969 va ingressar en la Reial Acadèmia de Ciències Morals i Polítiques i en el curs 1970-1971 va donar classes a la Universitat de Veneçuela. De 1971 a 1978 fou director del Departament d'Estadística, i després fou nomena vicedegà de la Facultat de Ciències Econòmiques. El 1986 fou nomenat professor emèrit de la Universitat Autònoma de Madrid.

## Obres
- Muestreo sistemático (1950)
- Correlación serial (1950)
- Correlación serial circular (1950)
- Correlación intraclásica (1950)
- Algunas cuestiones sobre econometría (1956)
- Método de mínimos cuadrados (1960)
- Teoría de la regresión (1961)
- Matemáticas para economistas (1962)
- Significación económica de los coeficientes input-output (1963)
- Introducción a la estadística teórica (1965)
- Problemas de estadística (1966)
- Estadística empresarial (1970)